# Hoplocerambyx spinicornis
Hoplocerambyx spinicornis es una especie de escarabajo longicornio del género Hoplocerambyx, tribu Cerambycini, orden Coleoptera. Fue descrita por Newman en 1842.

## Descripción
Mide 27-62 mm de longitud.

## Distribución
Se distribuye por Afganistán, Bután, China, India, Indonesia, Laos, Malasia, Birmania, Nepal, Pakistán, Papúa Nueva Guinea, Filipinas, Tailandia y Vietnam.